# 店子镇 (郧西县)
店子镇，是中华人民共和国湖北省十堰市郧西县下辖的一个乡镇级行政单位。

## 行政区划
店子镇下辖以下地区：
镇社区、张家坪村、七里沟村、李家坡村、大坝唐村、北山沟村、铁山寺村、店子村、天宝山村、前庄村、南坡村、瓦架子村、马鹿坪村、牌楼村、小坝河村、檀树河村、姜家沟村、欢喜岭村和二龙山村。